# Pescate

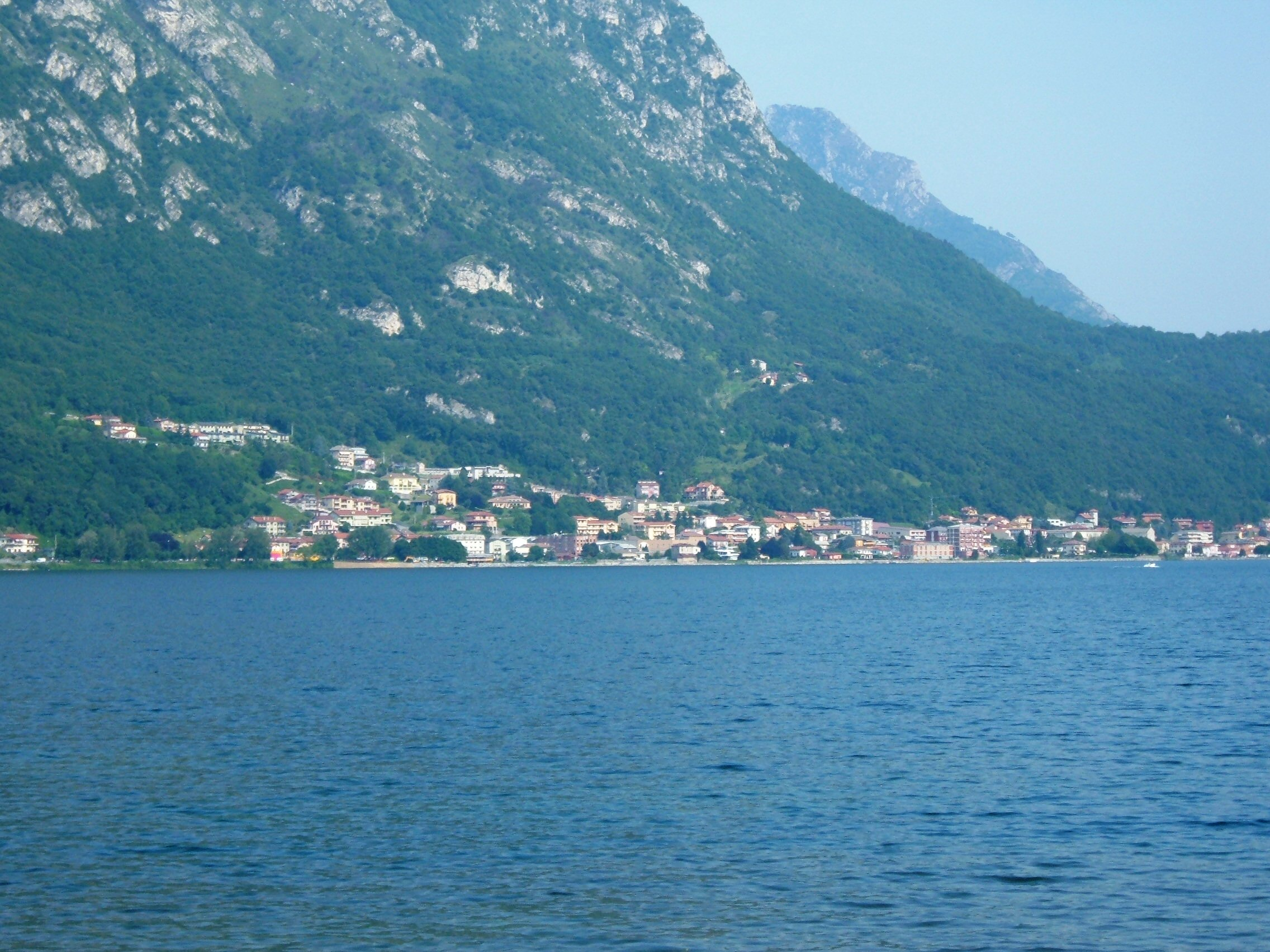
Pescate

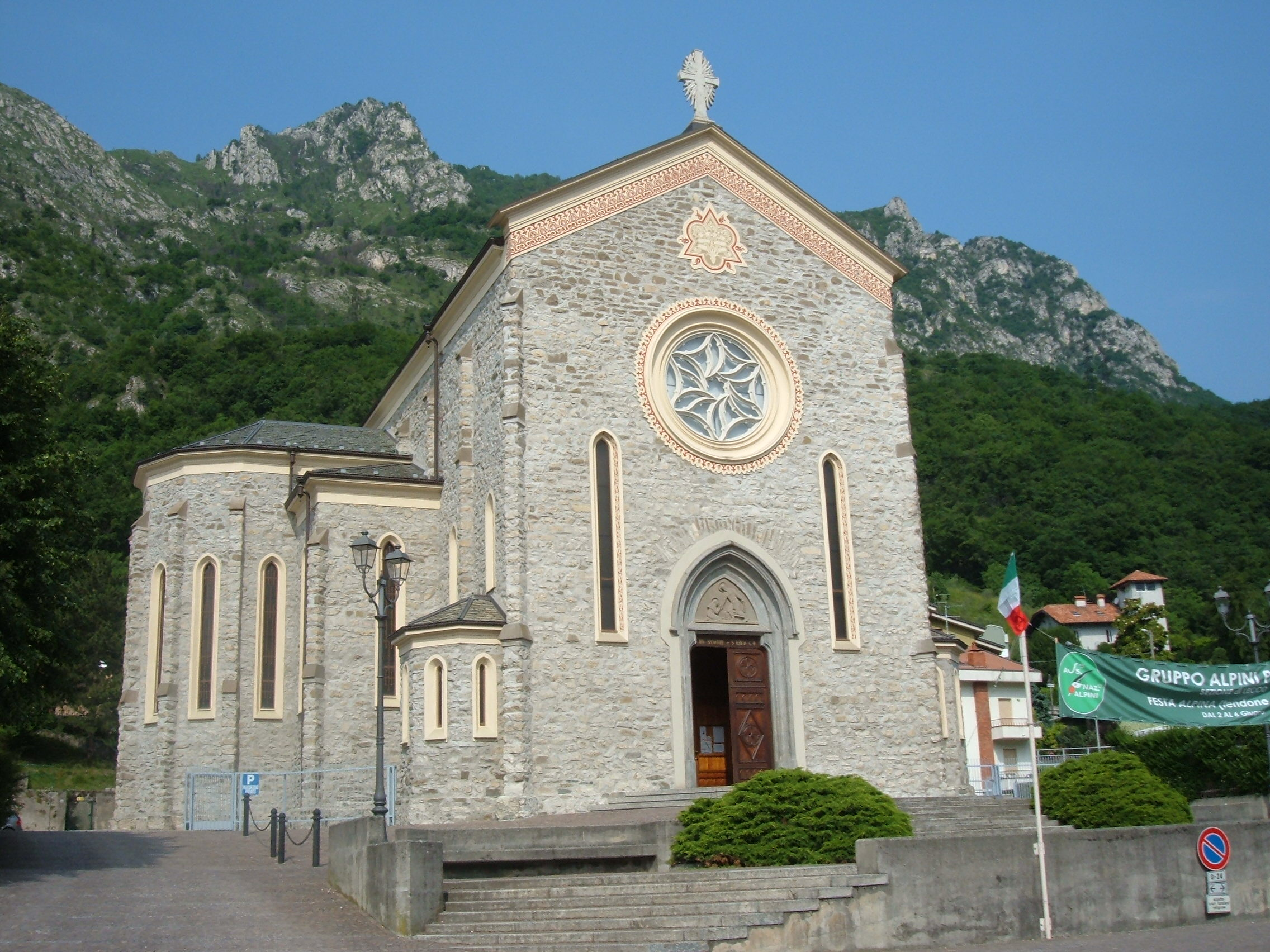
Kirche San Salvatore e Teresa del Bambin Gesù

Pescate ist eine Gemeinde in der Provinz Lecco in der italienischen Region Lombardei mit 2165 Einwohnern (Stand 31. Dezember 2023).

## Geographie
Pescate liegt etwa 2 km südlich der Provinzhauptstadt Lecco und 45 km nordöstlich der Millionen-Metropole Mailand. Im Jahr 1971 hatte die Gemeinde Pescate eine Fläche von 209 Hektar.
Die Nachbargemeinden sind Galbiate, Garlate und Lecco.

## Geschichte
In einer Urkunde über den Verkauf von Grundstücken in Pescate aus dem Jahr 1073 werden eine via vixinorum und concelivi (Gemeinschaftsland) erwähnt. In den Statuten für die Straßen und Gewässer des Herzogtums Mailand wurde er in der Gemeinde Garlate als el locho da Poschallo aufgeführt. In der 1456 erstellten Unterteilung des Estimos von Monte di Brianza wird unter anderem auch die Gemeinde Pescate erwähnt. Im Grundbuch des Herzogtums Mailand von 1558 und in den nachfolgenden Aktualisierungen bis zum 17. Jahrhundert ist Pescate in der Gemeinde Garlate enthalten. In einem Prospekt aus dem Jahr 1572 (Terre Ducato di Milano, 1572), in dem alle Ländereien des Herzogtums Mailand und andere, die für den Verkauf freigegeben waren, aufgeführt waren, war auch Pescallo (Pescate) enthalten. Aus den Antworten, die im Jahr 1751 auf die 45 Anfragen der königlichen Volkszählungsbehörde gegeben wurden, geht hervor, dass die Gemeinde Pescate mit Pescalina, die zur Pieve von Garlate gehörte, die bereits 1538 mit den Gemeinden der Pfarrkirchen von Garlate und Oggiono an Giovanni Agostino d’Adda belehnt wurde, zu diesem Zeitpunkt nicht belehnt war und keine cosa veruna di redenzione, nè annata zahlte; weder königliche noch feudale iusdicente residierten dort; Beschwerden wurden an das Prätorianeramt in Mailand herangetragen, auf das der Konsul jedes Jahr einen Eid ablegte.
Nach dem vorübergehenden Zusammenschluss der lombardischen Provinzen mit dem Königreich Sardinien wurde die Gemeinde Pescate mit 363 Einwohnern, die von einem 15-köpfigen Gemeinderat und einem zweiköpfigen Stadtrat verwaltet wird, gemäß der durch das Gesetz vom 23. Oktober 1859 festgelegten Gebietsaufteilung in das Mandamento I di Lecco, Bezirk III von Lecco, Provinz Como, eingegliedert. Bei der Verfassung des Königreichs Italien im Jahr 1861 hatte die Gemeinde 370 Einwohner (Volkszählung 1861). Nach dem Gemeindegesetz von 1865 wurde die Gemeinde von einem Bürgermeister, einer Junta und einem Rat verwaltet. Im Jahr 1867 wurde die Gemeinde in denselben Bezirk, Kreis und dieselbe Provinz eingegliedert (Verwaltungsbezirk 1867). Im Jahr 1924 wurde die Gemeinde in den Bezirk Lecco der Provinz Como eingegliedert. Nach der Gemeindereform von 1926 wurde die Gemeinde von einem Podestà verwaltet. Im Jahr 1928 wurde die Gemeinde Pescate mit der Gemeinde Garlate zusammengelegt. Im Jahr 1953 wurde die autonome Gemeinde Pescate durch Abtrennung ihres Gebiets von der Gemeinde Garlate neu gebildet. Nach dem geltenden Gesetz über die Gemeindeorganisation wurde die Gemeinde von einem Bürgermeister, einer Junta und einem Rat verwaltet.

## Bevölkerungsentwicklung
| Bevölkerungsentwicklung | Bevölkerungsentwicklung | Bevölkerungsentwicklung | Bevölkerungsentwicklung | Bevölkerungsentwicklung | Bevölkerungsentwicklung | Bevölkerungsentwicklung | Bevölkerungsentwicklung | Bevölkerungsentwicklung | Bevölkerungsentwicklung | Bevölkerungsentwicklung | Bevölkerungsentwicklung | Bevölkerungsentwicklung | Bevölkerungsentwicklung |
| ----------------------- | ----------------------- | ----------------------- | ----------------------- | ----------------------- | ----------------------- | ----------------------- | ----------------------- | ----------------------- | ----------------------- | ----------------------- | ----------------------- | ----------------------- | ----------------------- |
| Jahr                    | 1861                    | 1871                    | 1881                    | 1911                    | 1931                    | 1951                    | 1961                    | 1971                    | 1981                    | 1991                    | 2001                    | 2011                    | 2022                    |
| Einwohner               | 370                     | 364                     | 399                     | 569                     | 823                     | 1048                    | 1077                    | 1472                    | 1771                    | 1797                    | 1983                    | 2188                    | 2142                    |
| Quelle: ISTAT           |                         |                         |                         |                         |                         |                         |                         |                         |                         |                         |                         |                         |                         |

## Feste & Sehenswürdigkeiten
- Kirche San Salvatore e Santa Teresa di Lisieux[2] und Fest der Ortspatronin Therese von Lisieux am 1. Oktober.
- Kirche Sant’Agata[3]